# جوليوس نيريري

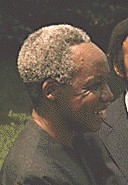
جوليوس نيريري عام 1977

جوليوس كامباراج نيريري (13 أبريل 1922 – 14 أكتوبر 1999) كان ناشطًا، وسياسيًا، ومنظرًا سياسيًا مناهضًا للاستعمار تنزانيًا. حكم تنجانيقا كرئيس للوزراء من 1961 إلى 1962 ثم كرئيس من 1963 إلى 1964، وبعد ذلك قاد الدولة التي خلفتها، تنزانيا، كرئيس من 1964 إلى 1985. كان عضوًا مؤسسًا في حزب تنجانيقا للاتحاد الوطني الأفريقي (تي إيه إن يو) - الذي أصبح في عام 1977 حزب تشاما تشا مابيندوزي (الحزب الثوري) – وترأسه حتى عام 1990. من الناحية الإيديولوجية، هو قومي إفريقي واشتراكي أفريقي، روج لفلسفة سياسية تُعرف باسم أوجاما.
وُلد نيريري في بوتياما، وعاش في مستعمرة تنجانيقا البريطانية، وكان ابن زعيم لقبيلة زاناكي. بعد الانتهاء من دراسته، درس في جامعة ماكيريري في أوغندا ثم في جامعة إدنبرة في اسكتلندا. في عام 1952 عاد إلى تنجانيقا وتزوج وعمل مدرسًا. في عام 1954، ساعد في تشكيل تي إيه إن يو، والتي من خلالها قام بحملة من أجل استقلال تنجانيقا عن الإمبراطورية البريطانية. متأثرًا بزعيم الاستقلال الهندي مهاتما غاندي، دعا نيريري إلى احتجاج غير عنيف لتحقيق هذا الهدف. انتُخب للمجلس التشريعي في انتخابات 1958-1959، ثم قاد تي إيه إن يو للفوز في الانتخابات العامة عام 1960، ليصبح فيما بعد رئيسًا للوزراء. أدت المفاوضات مع السلطات البريطانية إلى استقلال تنجانيقا عام 1961. وفي عام 1962، أصبحت تنجانيقا جمهورية وانتخب نيريري كأول رئيس لها. انتهجت إدارته إنهاء الاستعمار و «أفرقة» الخدمة المدنية مع تعزيز الوحدة بين الأفارقة الأصليين والأقليات الآسيوية والأوروبية في البلاد. شجع على تشكيل دولة الحزب الواحد وواصل دون جدوى تشكيل الوحدة الأفريقية لاتحاد شرق إفريقيا مع أوغندا وكينيا. قُمع تمرد عام 1963 داخل الجيش بمساعدة بريطانية.
بعد ثورة زنجبار عام 1964، وُحدت جزيرة زنجبار مع تنجانيقا لتشكيل تنزانيا. بعد ذلك، ركز نيريري بشكل متزايد على الاعتماد الوطني على الذات مع التركيز على الاشتراكية. رغم أن نظامه الاشتراكي يختلف عن تلك التي تروج الماركسية اللينينية، وضعت تنزانيا صلات وثيقة مع حكومة ماو تسي تونغ الماركسية في الصين. في عام 1967، أصدر نيريري إعلان أروشا والتي حددت رؤيته لأوجاما. أُممت البنوك وغيرها من الصناعات والشركات الكبرى. وُسع التعليم والرعاية الصحية بشكل كبير. رُكز مجددًا على التنمية الزراعية من خلال تشكيل المزارع الجماعية، رغم أن هذه الإصلاحات أعاقت إنتاج الغذاء وتركت المناطق تعتمد على المساعدات الغذائية. قدمت حكومته التدريب والمساعدة للجماعات المناهضة للاستعمار التي تقاتل حكم الأقلية البيضاء في جميع أنحاء جنوب إفريقيا وأشرفت على الحرب الأوغندية التنزانية 1978-1979 والتي أدت إلى الإطاحة بالرئيس الأوغندي عيدي أمين. في عام 1985، تنحى نيريري وخلفه علي حسن مويني، الذي عكس العديد من سياسات نيريري. بقي رئيسًا إداريًا لحزب تشاما تشا مابيندوزي حتى عام 1990، ودعم الانتقال إلى نظام متعدد الأحزاب، وعمل لاحقًا كوسيط في محاولات لإنهاء الحرب الأهلية البوروندية.
كان نيريري شخصية مثيرة للجدل. اكتسب احترامًا واسعًا في جميع أنحاء إفريقيا باعتباره مناهضًا للاستعمار، وحصل على الثناء في السلطة لضمان أن تظل تنزانيا مستقرة وموحدة في العقود التي أعقبت الاستقلال، على عكس العديد من جيرانها. أدى بناءه لدولة الحزب الواحد واستخدامه للاعتقال دون محاكمة إلى اتهامات بالحكم الديكتاتوري، في حين أُلقي اللوم عليه أيضًا بسبب سوء الإدارة الاقتصادية. يحظى باحترام عميق داخل تنزانيا، حيث غالبًا ما يشار إليه من قبل بأنه سواحلي فخري ويوصف بأنه «أبو الأمة».

## النشأة

### طفولته 1922 – 1934
ولد جوليوس كامباراج نيريري في 13 أبريل 1922 في مويتونجو، وهي منطقة تابعة لقرية بوتياما في إقليم مارا في تنجانيقا. كان واحدًا من بين 25 طفلًا لنيريري بوريتو، رئيس قبيلة زاناكي. ولد بوريتو في عام 1860 وأطلق عليه اسم «نيريري» («يسروع» بحسب لغة قبيلة زاناكي) بعد وباء اليسروعات الدودية التي غزت المنطقة المحلية وقت ولادته. عُين بوريتو رئيسًا للقبيلة في عام 1915، ونُصب في هذا المنصب من قبل الإداريين الإمبراطوريين الألمان لما كان يُعرف آنذاك بشرق إفريقيا الألماني. أُكد منصبه من قبل الإدارة الإمبراطورية البريطانية القادمة. كان لبوريتو 22 زوجة، وكانت ترتيب والدة جوليوس، موغايا نيانومبي، الخامسة. ولدت عام 1892 وتزوجت من زعيم القبيلة عام 1907، عندما كانت في الخامسة عشرة من عمرها. أنجبت موغايا من بوريتو أربعة أبناء وأربع بنات، كان نيريري هو الطفل الثاني. مات اثنان من إخوته في سن الطفولة.
عاشت الزوجات في أكواخ مختلفة حول حظيرة ماشية بوريتو، وفي وسطها كان منزله الدائري. كانت قبيلة زاناكي واحدة من أصغر القبائل البالغ عددها 120 في المستعمرة البريطانية، ثم قُسموا إلى ثماني مشيخات. لم يتحدوا إلا تحت حكم الزعيم وانزاغي نيريري، الأخ غير الشقيق لبوريتو، في ستينيات القرن العشرين. كانت قبيلة نيريري هي قبيلة أبهاكيبويجي. عند الولادة، أُعطي نيريري الاسم الشخصي «موغندي» («وتعني الماشي» في زاناكي) ولكن سرعان ما غُير إلى «كامباراج»، اسم روح المطر الأنثوية، بناءً على نصيحة من كاهن. نشأ نيريري في نظام تعدد الآلهة الزاناكي، وعاش في منزل والدته، حيث ساعد في زراعة نبات الدخن، والذرة، والبفرة. كما شارك مع الأولاد المحليين الآخرين في رعي الماعز والماشية. في مرحلة ما خضع لطقوس زاناكي التقليدية للختان في غابيزوريو. وباعتباره ابن زعيم قبيلة، عُرض للقوة والسلطة التي تديرها إفريقيا، منحه العيش في مجموعات تقديرًا للحياة المجتمعية التي من شأنها أن تؤثر على أفكاره السياسية اللاحقة.

## روابط خارجية
- جوليوس نيريري على موقع الموسوعة البريطانية (الإنجليزية)
- جوليوس نيريري على موقع مونزينجر (الألمانية)